# Herbeumont
Herbeumont (valonă Arbûmont) este o comună francofonă din regiunea Valonia din Belgia. Comuna este formată din localitățile Herbeumont, Saint-Médard, Straimont, Martilly, Gribomont și Menugoutte. Suprafața totală a comunei este de 58,81 km². La 1 ianuarie 2008 comuna avea o populație totală de 1.559 locuitori. 
1. ↑  Crossroad Bank of Enterprises, accesat în 9 octombrie 2023